# RCA Corporation
RCA Corporation (RCA, inițial Radio Corporation of America) a fost o companie americană de electronice și comunicații, activă în cea mai mare parte a secolului al XX-lea. Fondată în 1919 ca un trust de brevete susținut de General Electric, Westinghouse, AT&T și United Fruit Company, RCA a devenit independentă în 1932, în urma unei decizii antitrust.
De-a lungul decadelor, compania a avut un rol esențial în dezvoltarea industriei radio, a televiziunii și a echipamentelor electronice de consum din Statele Unite. Printre contribuțiile sale semnificative se numără înființarea rețelei naționale de radio NBC, lansarea primului receptor superheterodin și promovarea televiziunii color.
Până în anii 1970, RCA a fost recunoscută drept un lider în domeniul tehnologiei, inovației și divertismentului casnic. Totuși, odată cu extinderea dincolo de obiectivul inițial de a dezvolta și comercializa electronice de consum și sisteme de comunicații pe piața americană, către ambiția de a deveni un conglomerat multinațional diversificat, performanțele companiei au început să se deterioreze. În această perioadă, RCA s-a confruntat cu o concurență puternică venită din partea unor companii internaționale precum Sony, Philips, Matsushita (actuala Panasonic) și Mitsubishi.
În anul 1986, în contextul strategiei de consolidare corporatistă promovate de Jack Welch, RCA a fost achiziționată de către General Electric. Ulterior, majoritatea activelor RCA au fost vândute sau lichidate, NBC și câteva divizii guvernamentale rămânând singurele părți păstrate în portofoliul GE.
Astăzi, RCA mai există doar ca marcă comercială. Drepturile asupra diverselor mărci RCA sunt deținute de Sony Music Entertainment (pentru segmentul muzical) și de Vantiva, care acordă licențe pentru utilizarea numelui RCA către mai mulți producători de electronice.

## Galerie

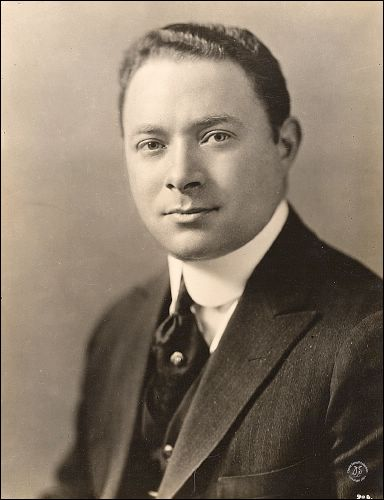
David Sarnoff în 1922
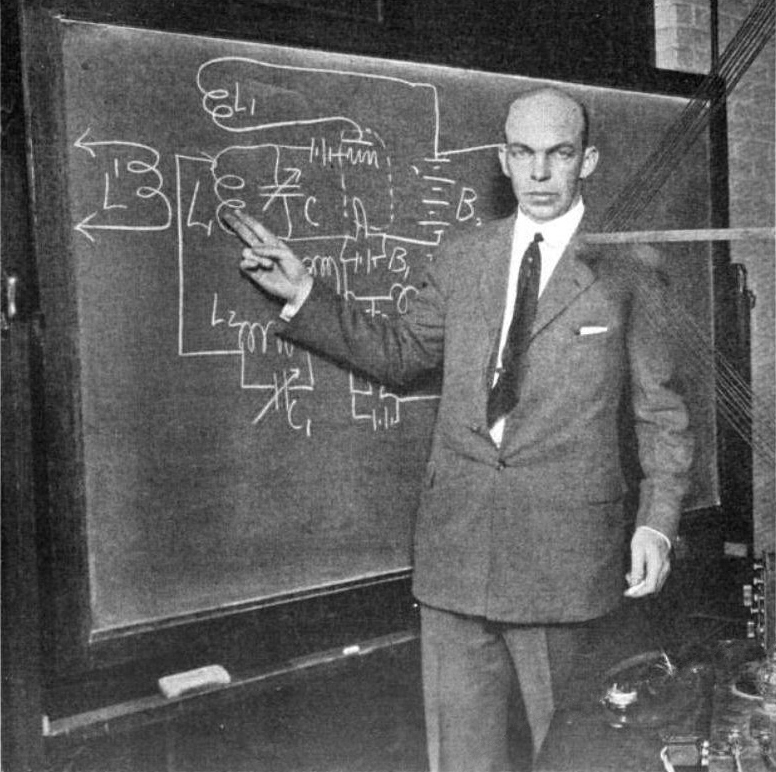
Edwin Armstrong la RCA
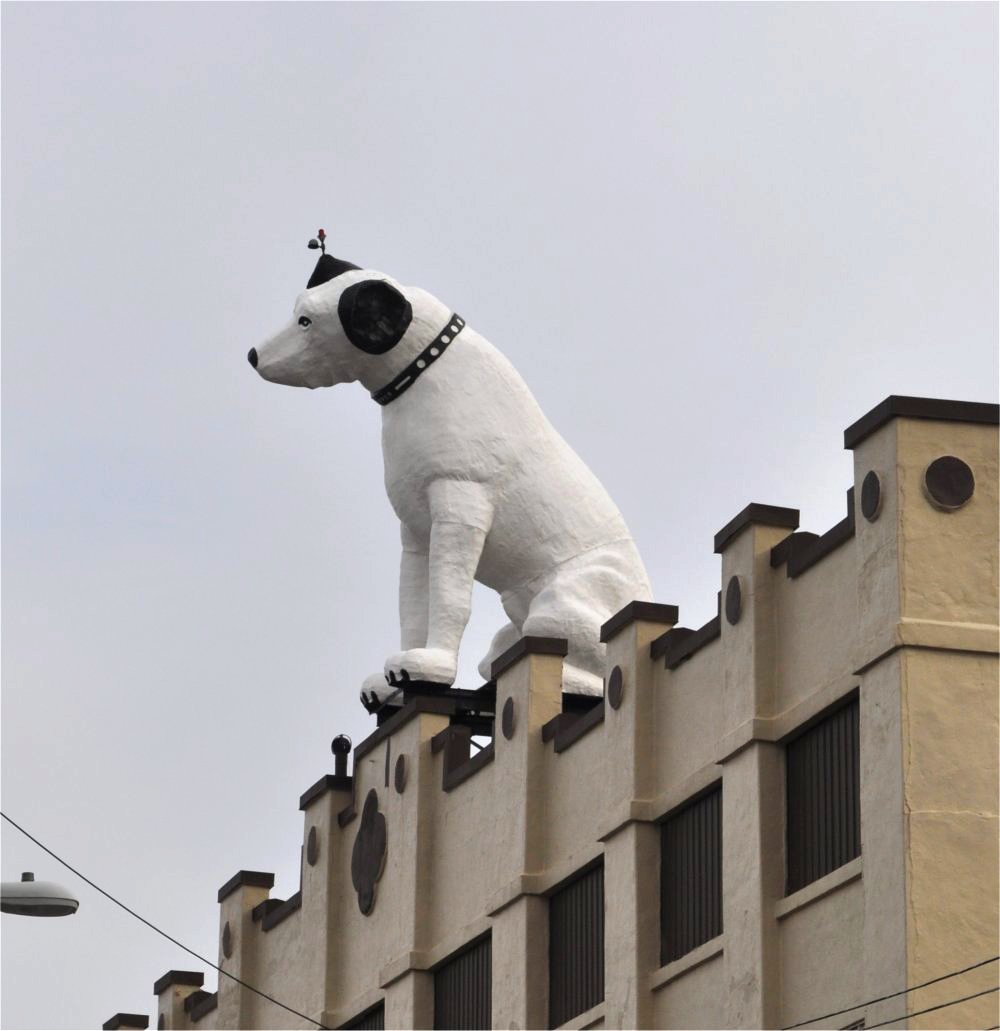
Nipper deasupra vechii clădiri de distribuție RCA, Broadway, New York
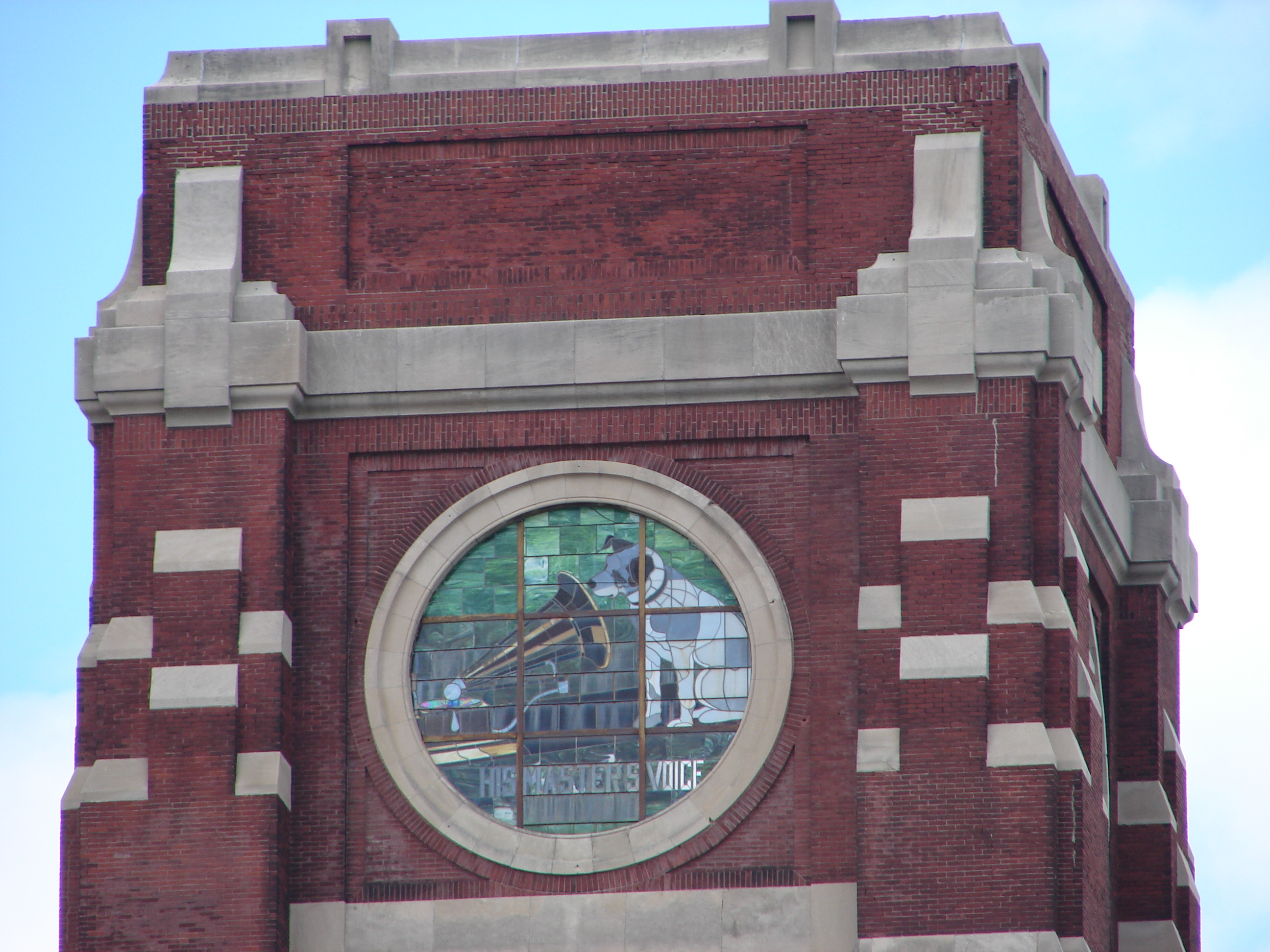
Vitraliu cu Nipper la clădirea RCA
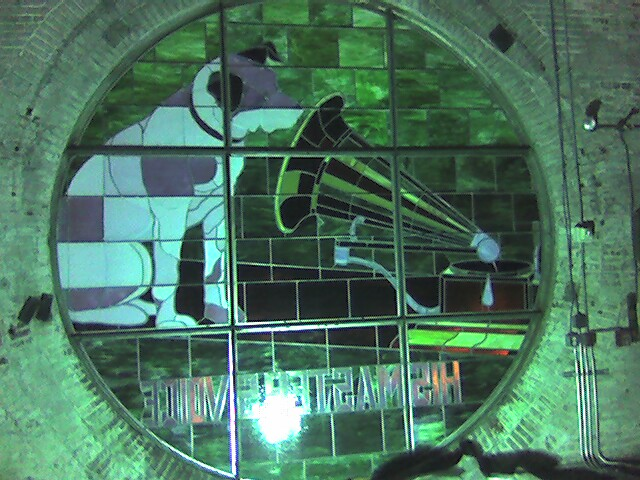
Una dintre cele 4 vitralii Nipper
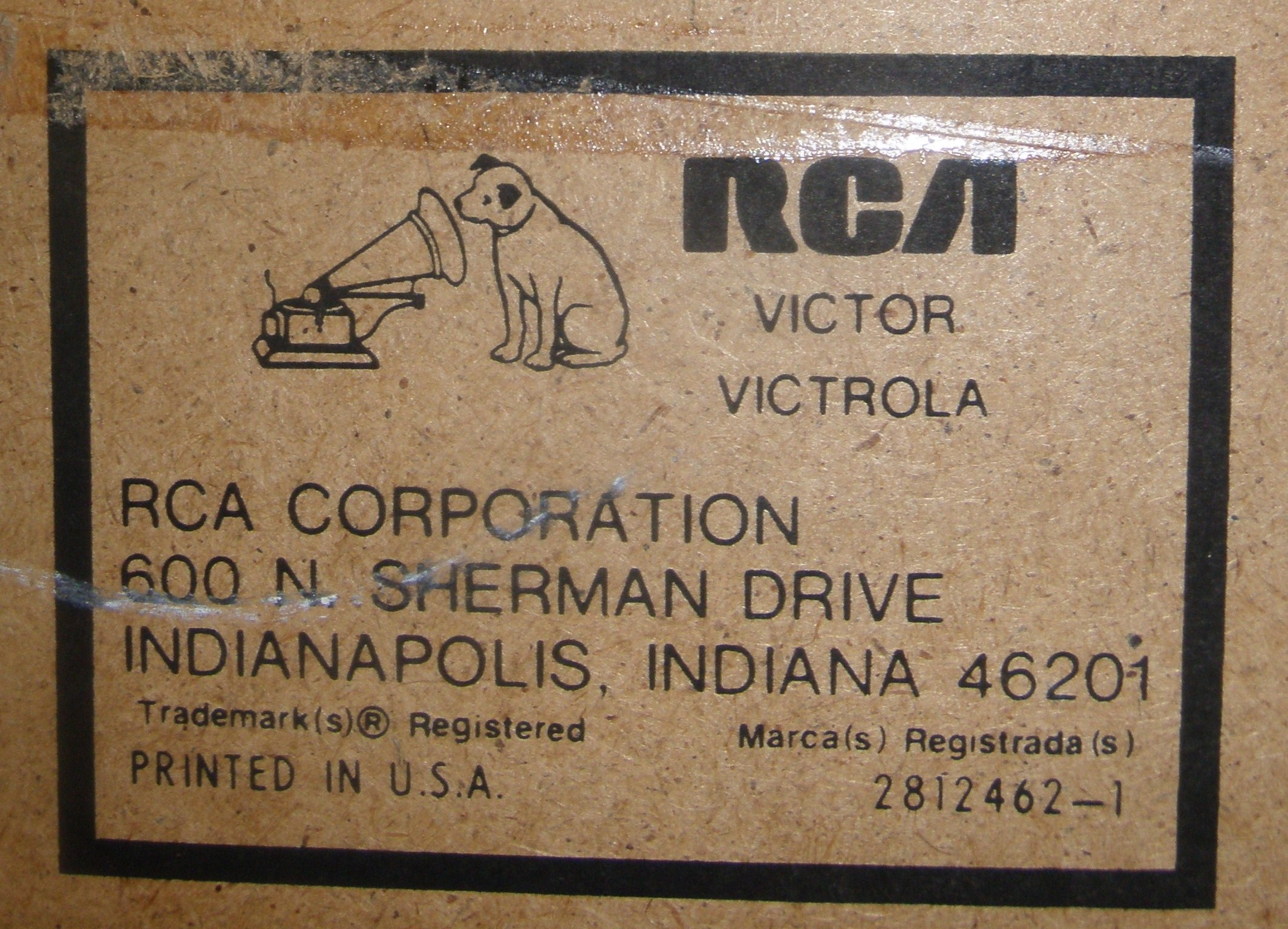
Mărci comerciale RCA pe spatele unui TV din anii 1980
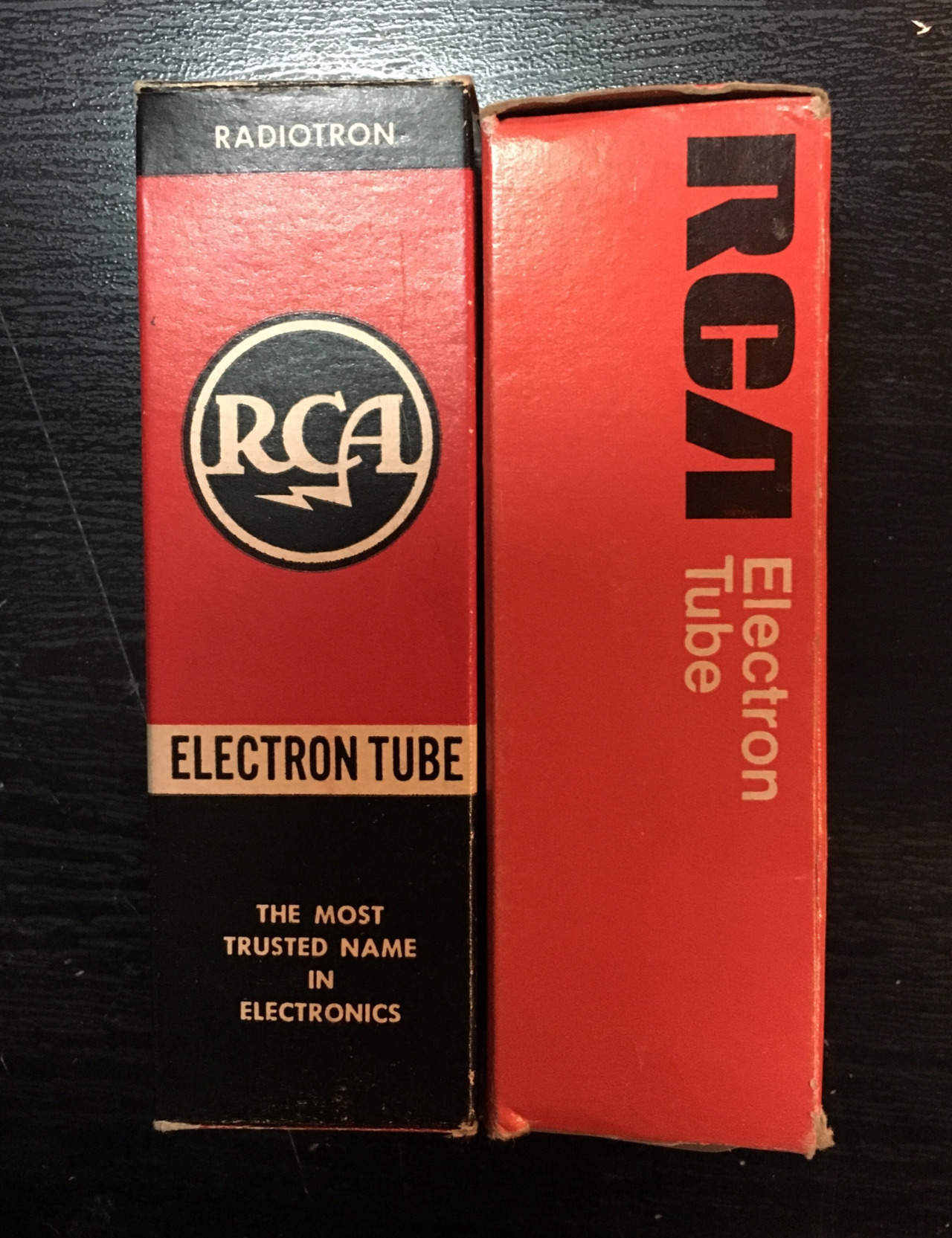
Două cutii de carton cu tub de vid, care afișează generații diferite de logo-ul RCA
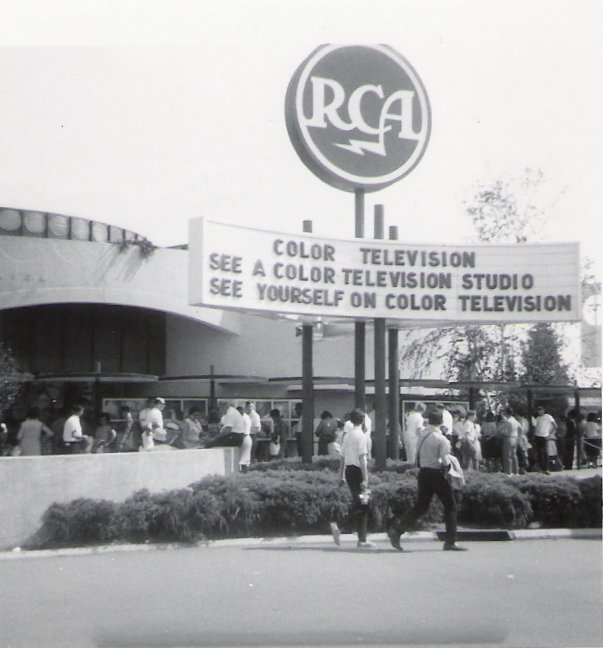
Pavilionul RCA la Târgul Mondial din New York din 1964
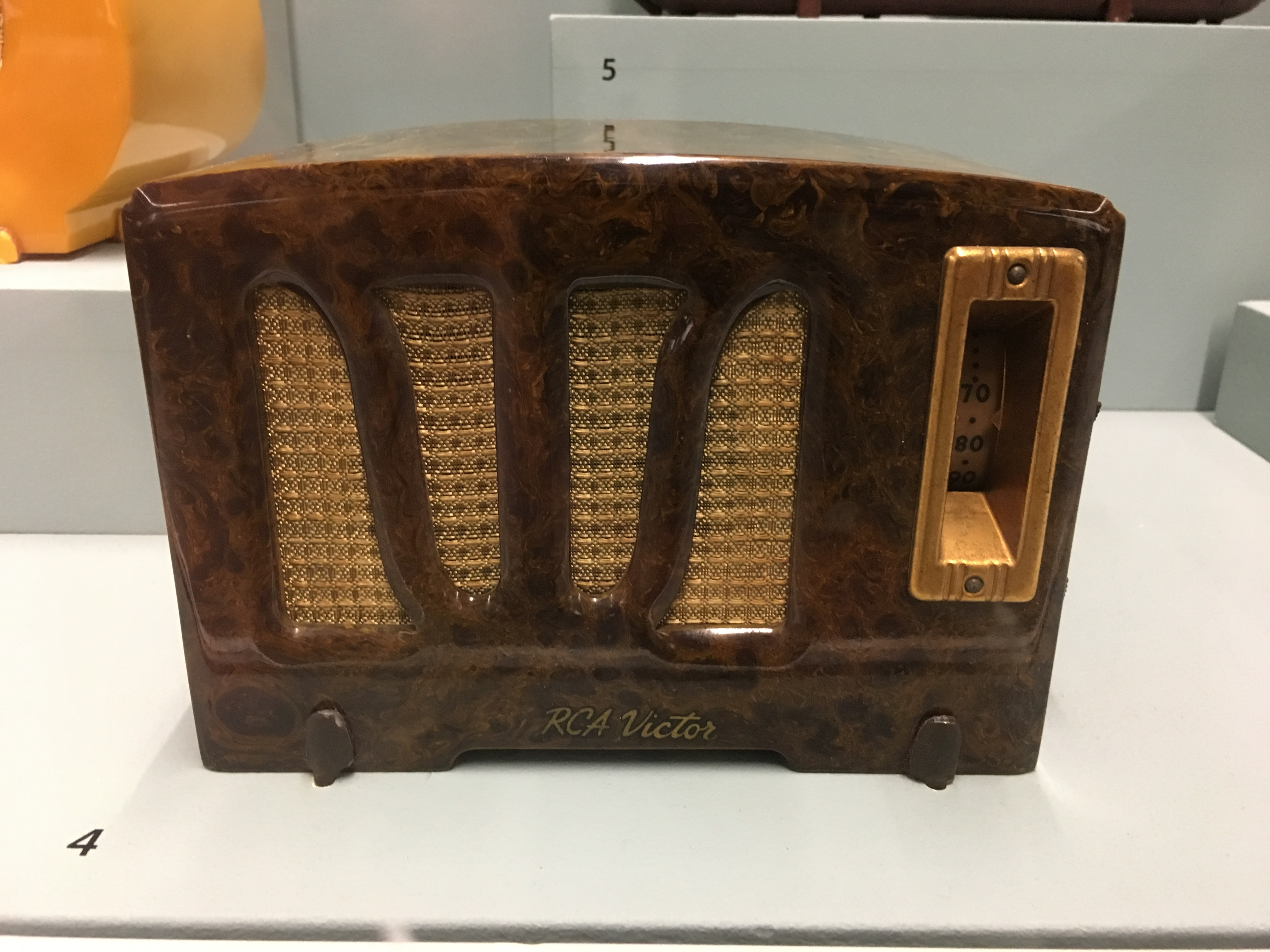
Radio RCA Model RC-350-A (1938)
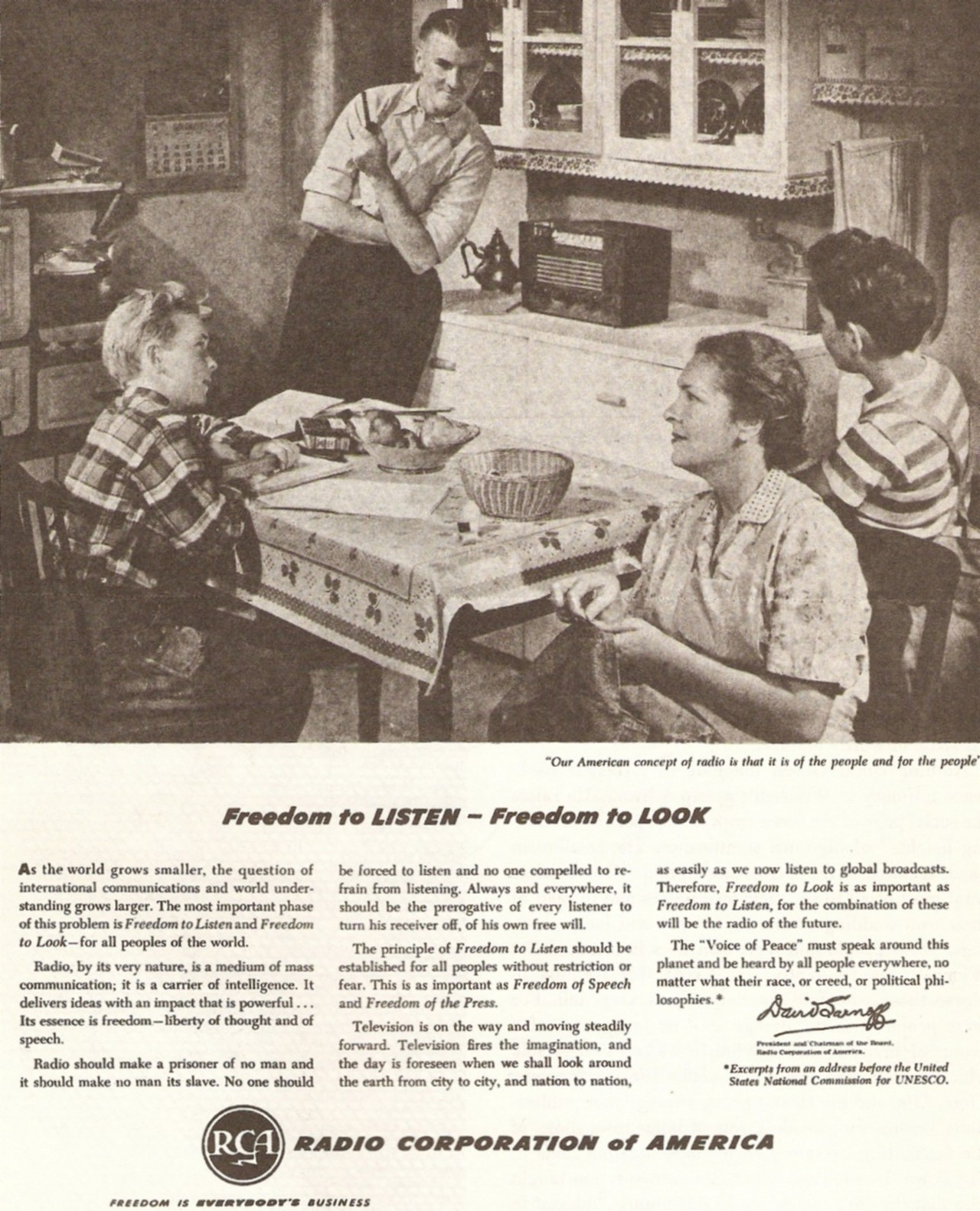
Reclamă pentru radioul RCA (c. 1945)
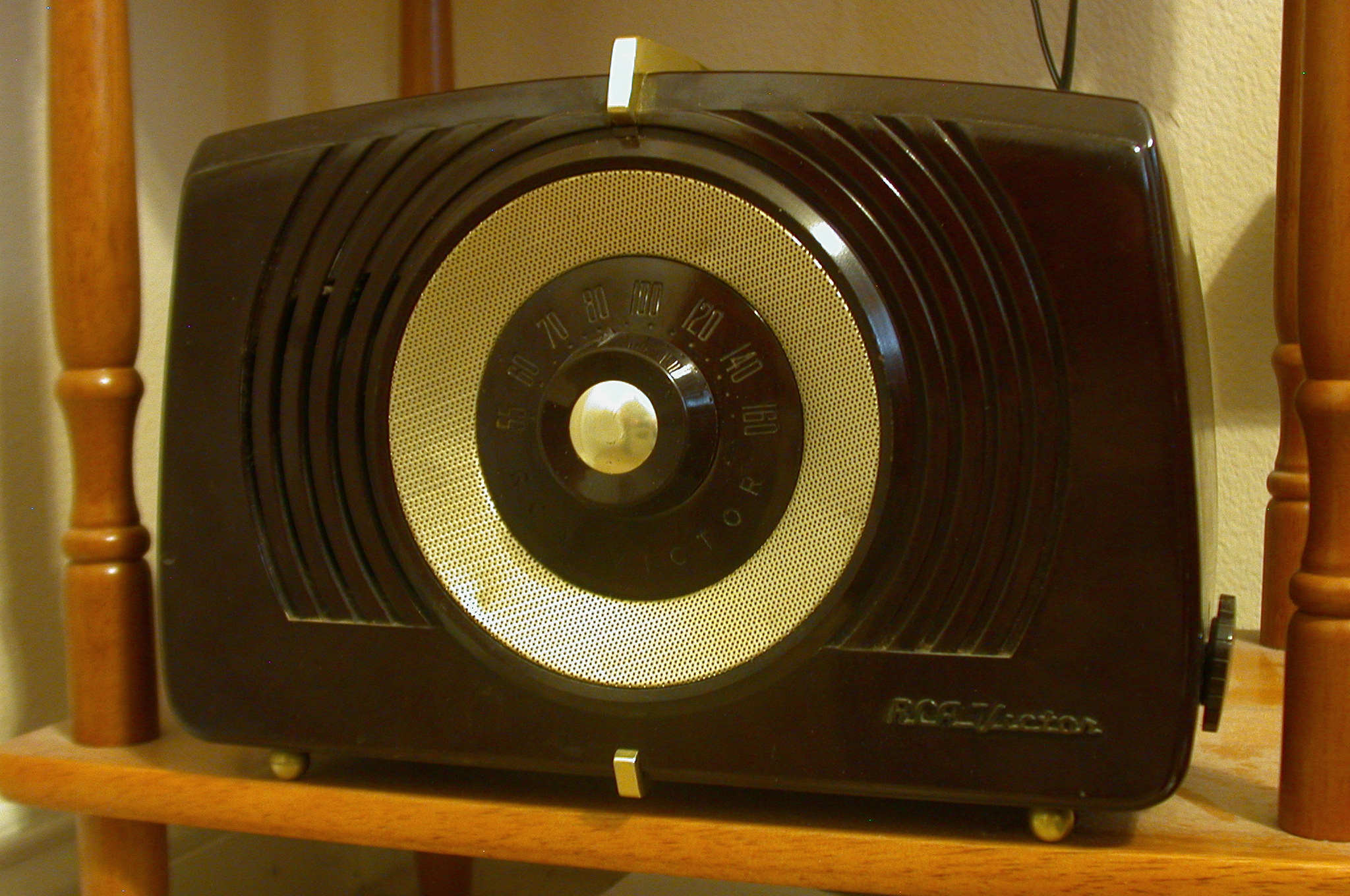
Radio RCA x551, de la începutul anilor '50
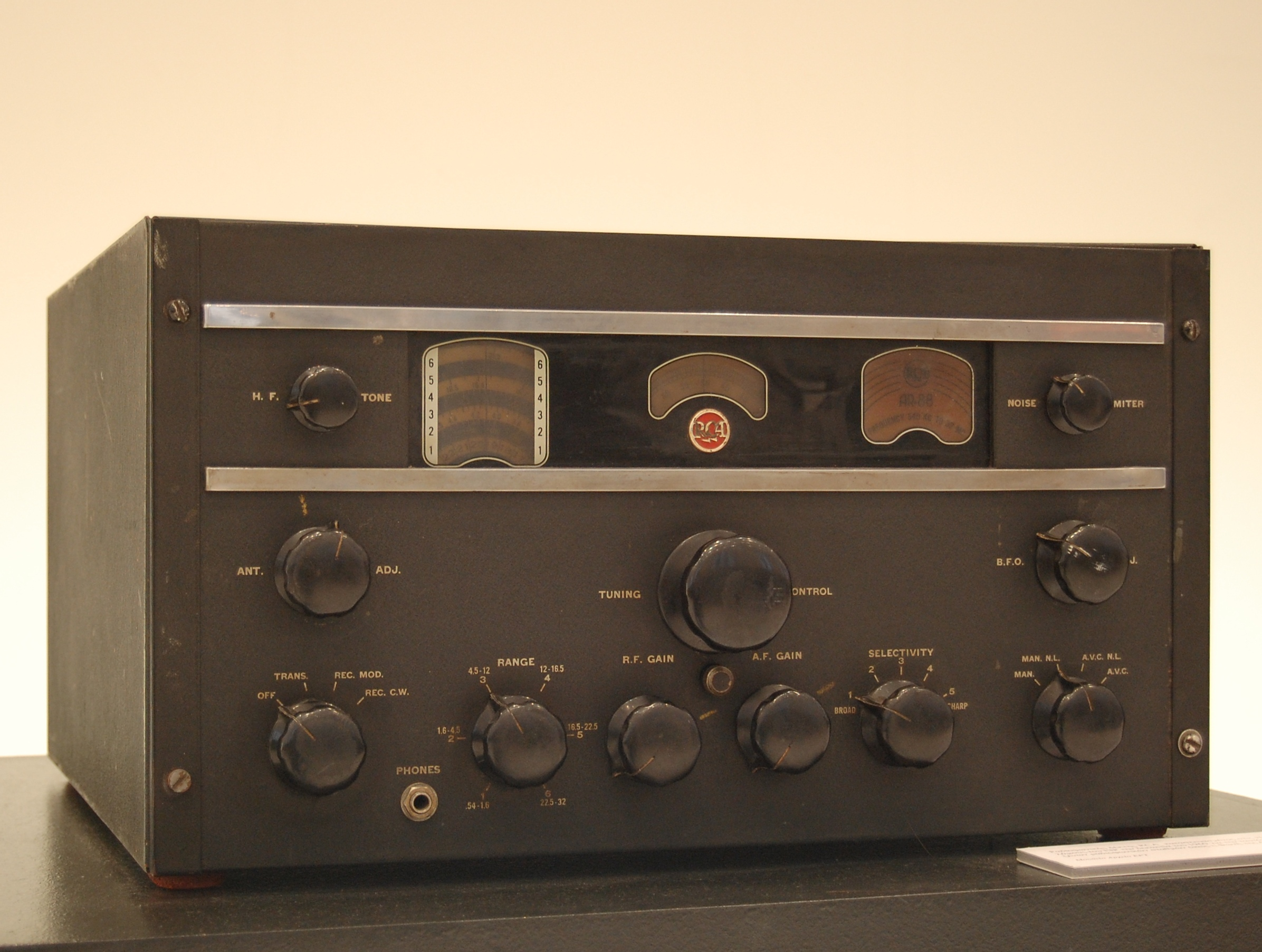
Receptor de comunicații AR-88
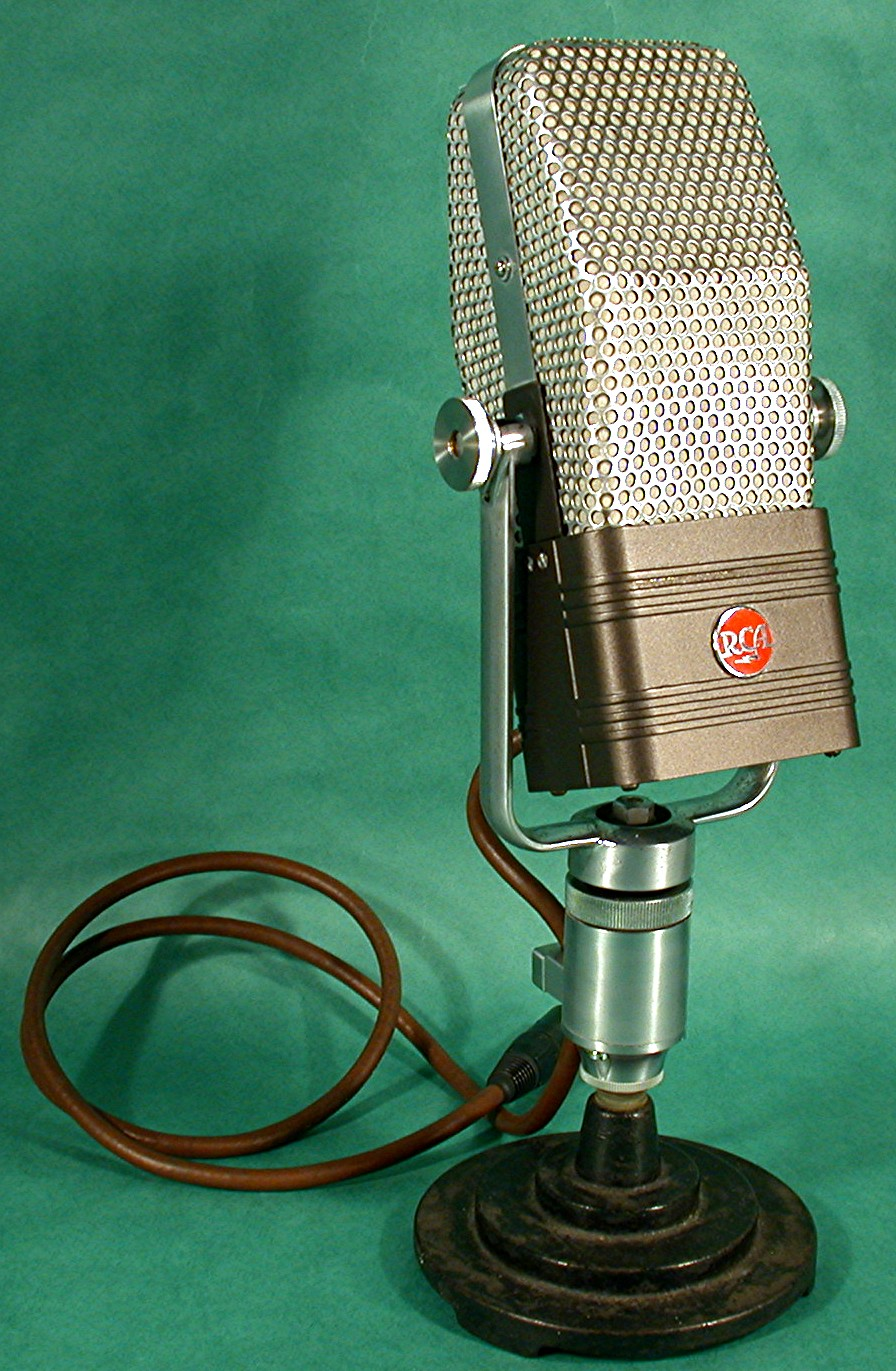
Microfon RCA 44-BX
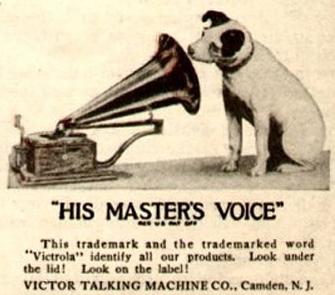
Sigla His Master's Voice a companiei Victor Talking Machine, cu câinele Nipper (1921)
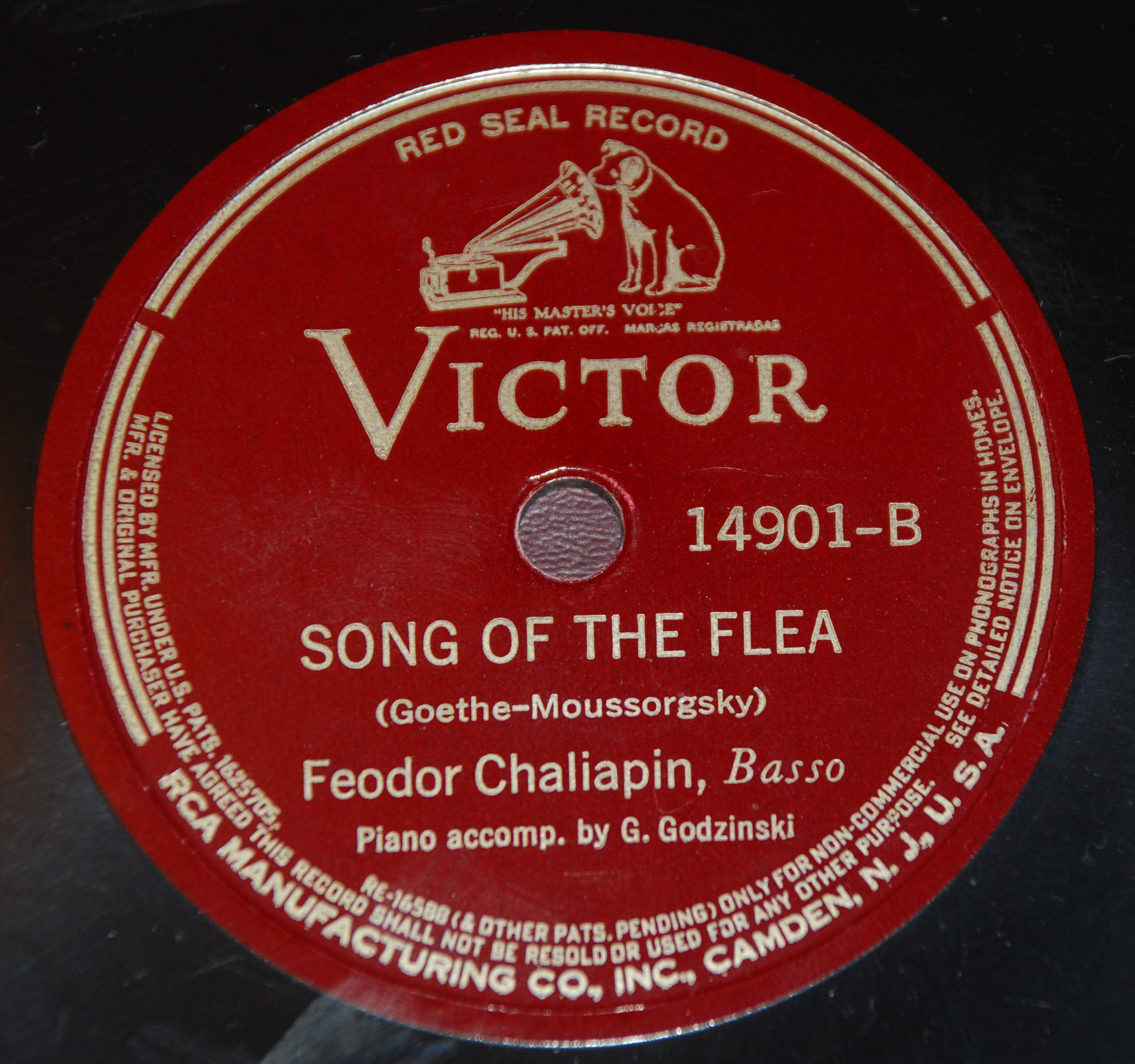
Casa de discuri RCA, la sfârșitul anilor 1930
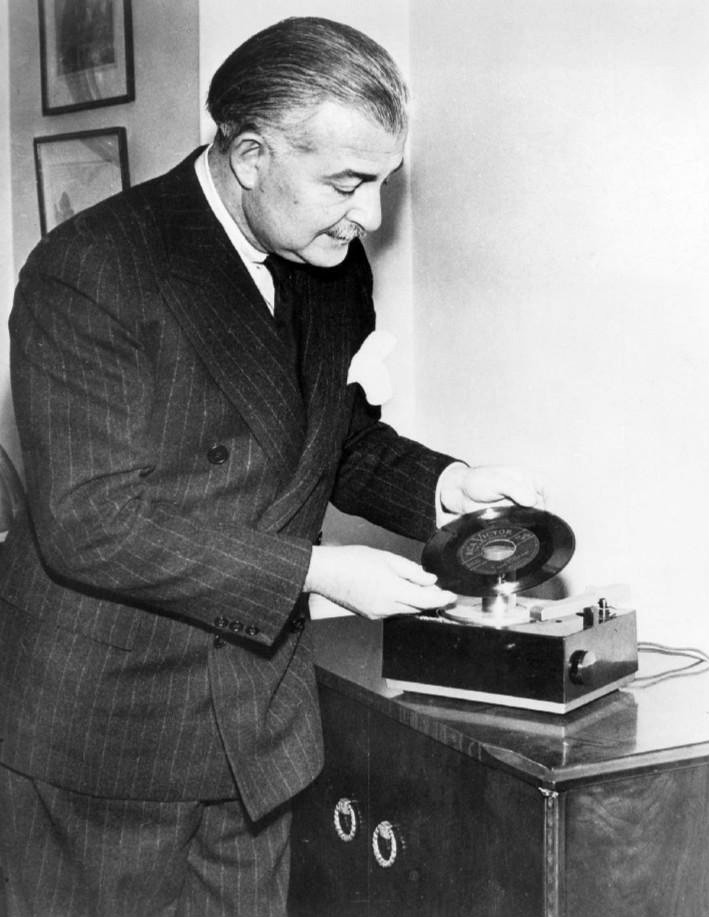
Arthur Fiedler demonstrează RCA Victor 45rpm în februarie 1949
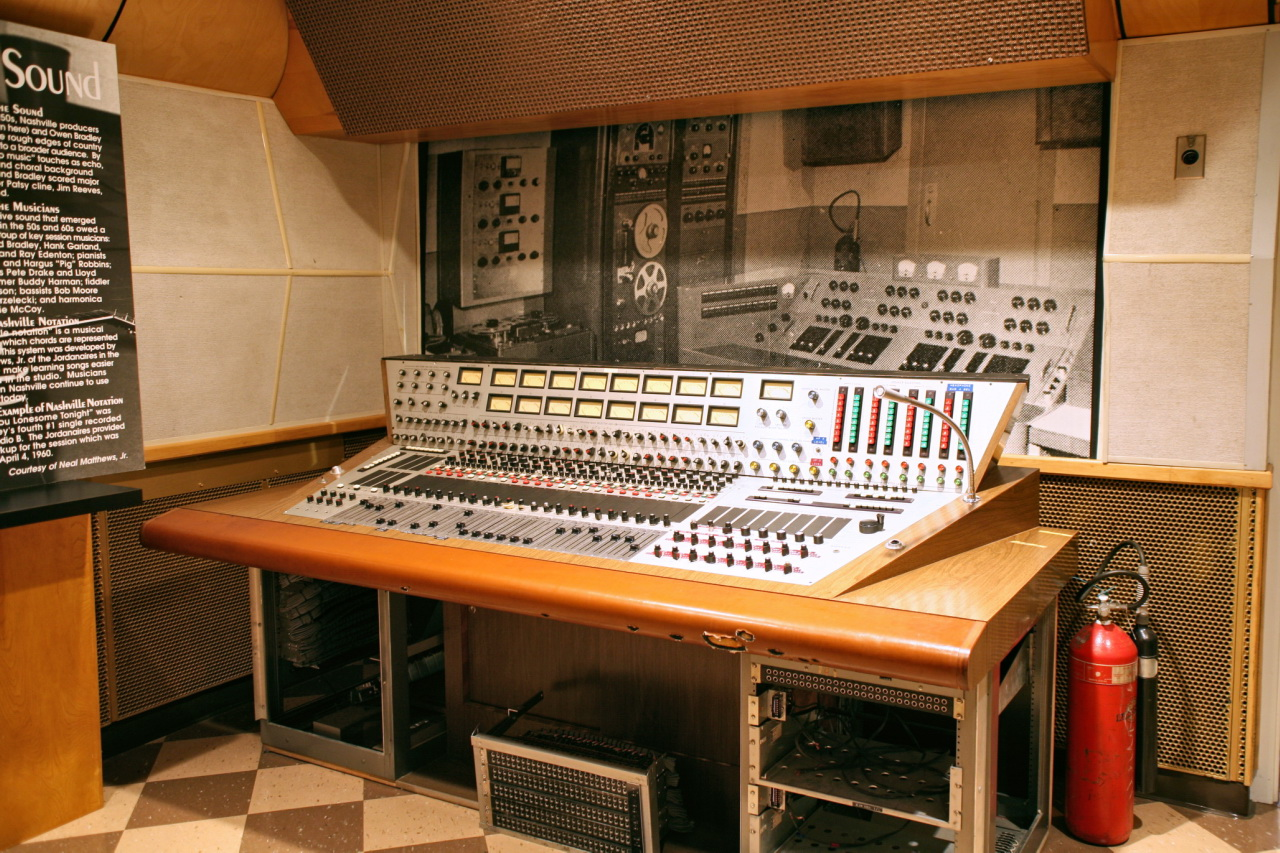
Studioul de înregistrări RCA Studio B din Nashville, Tennessee
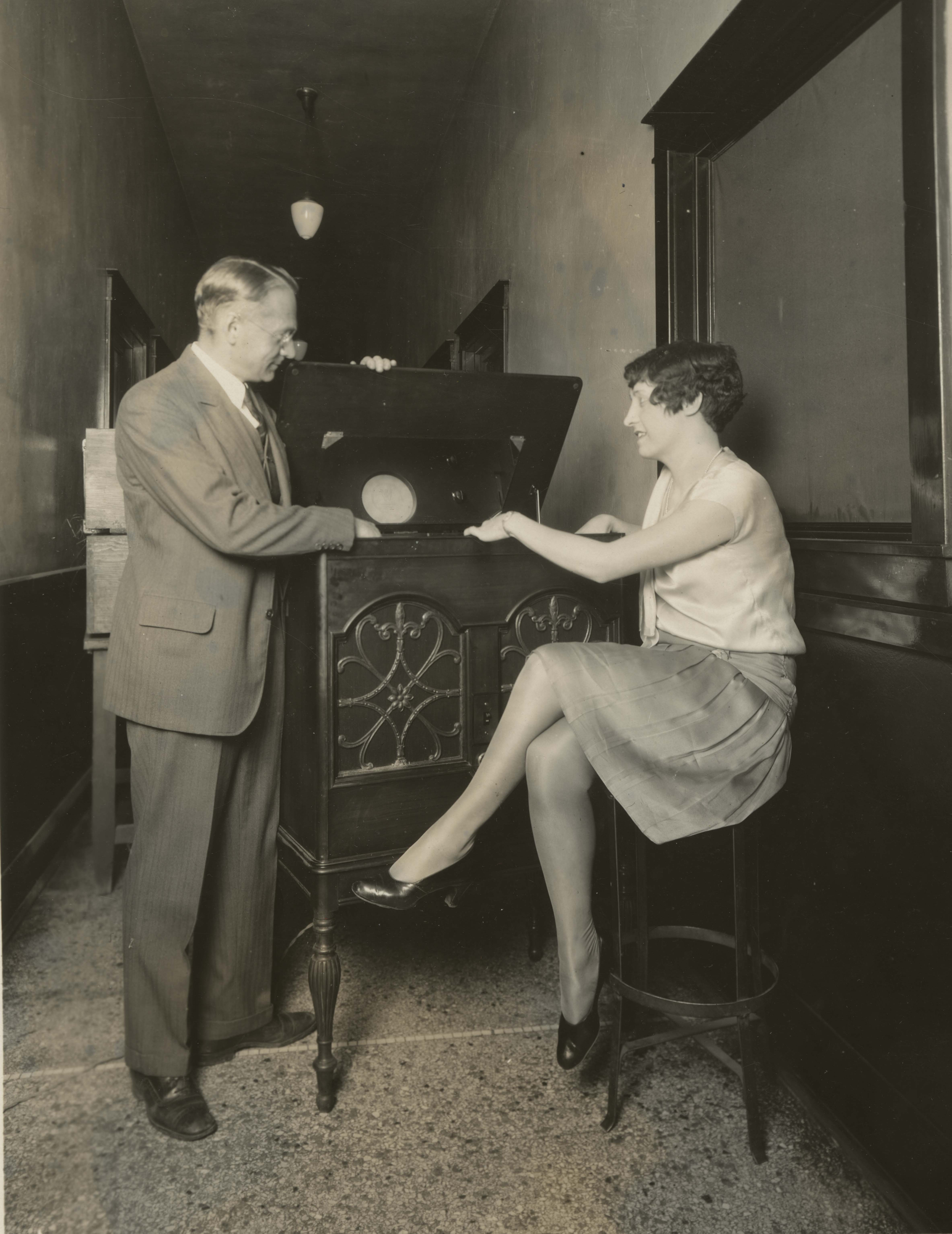
Vladimir K. Zworykin cu un TV experimental
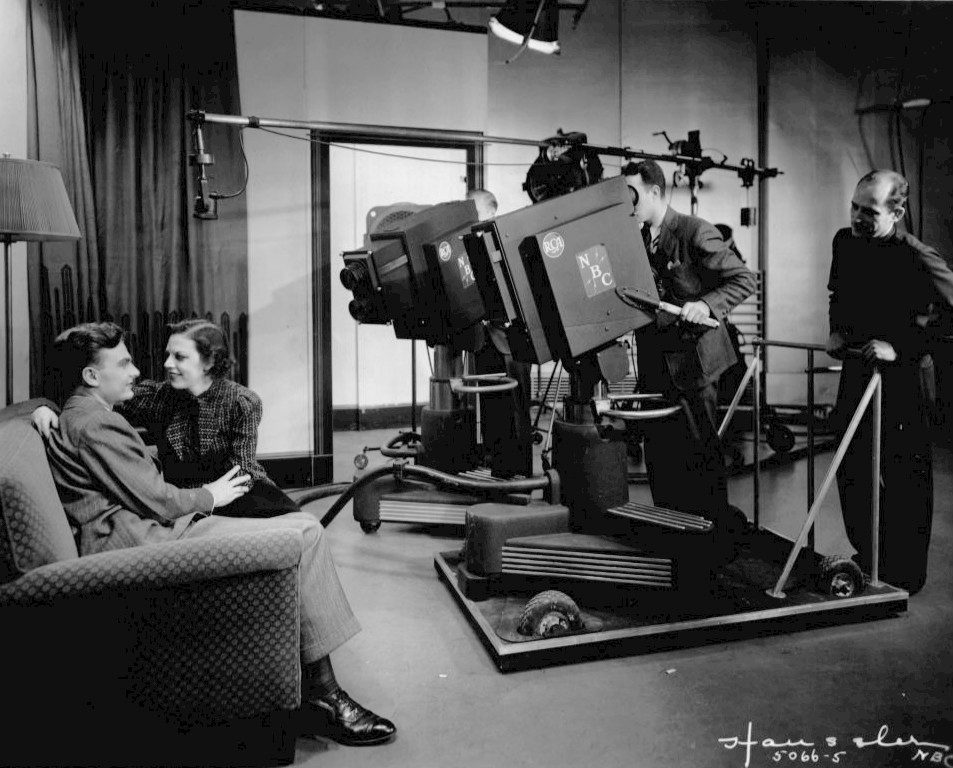
Grace Bradt și Eddie Albert într-un program de televiziune NBC din 1936
Model de test de televiziune iconic creat de RCA în 1939
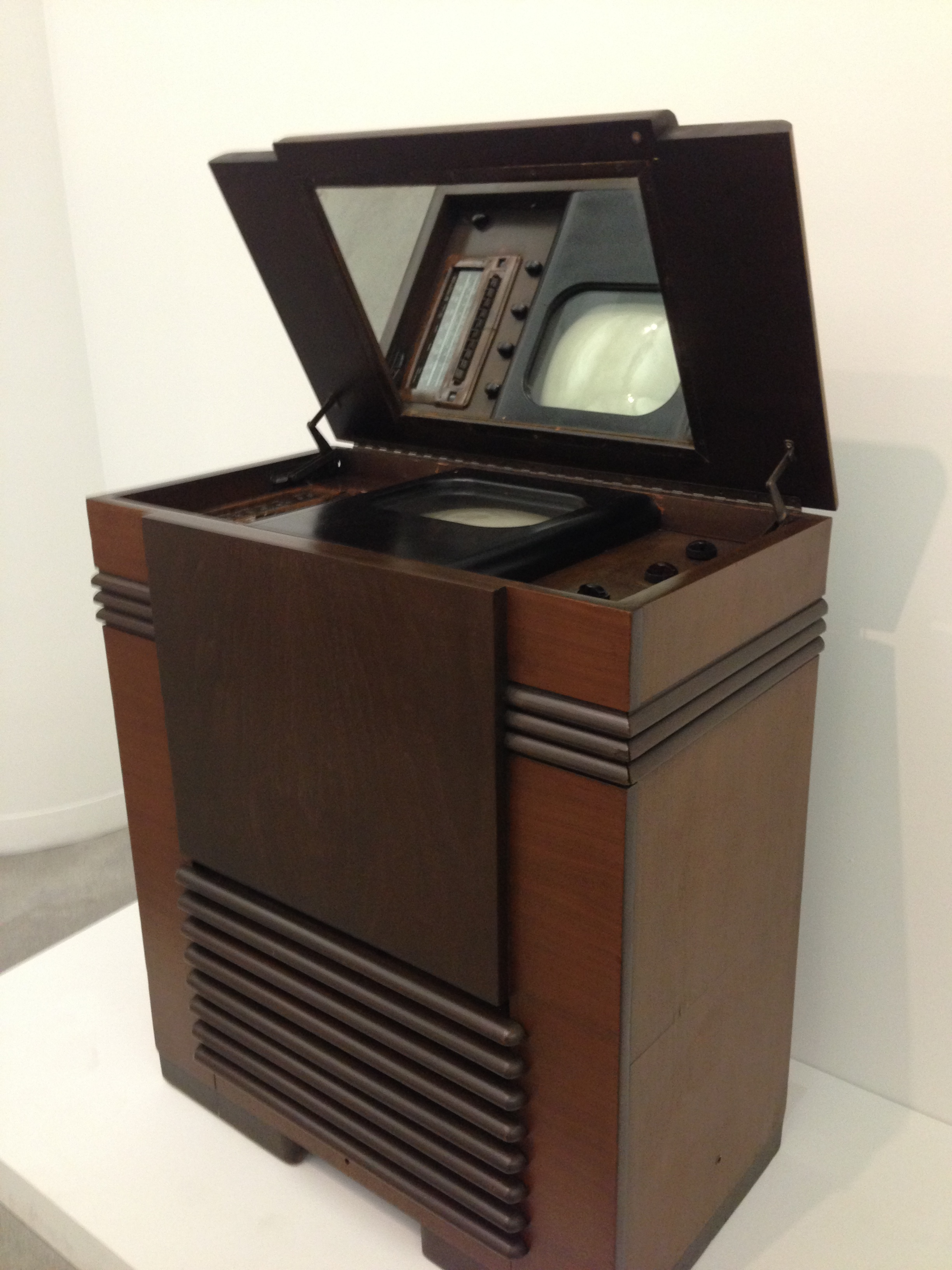
Primul televizor comercial din SUA, RCA Victor TRK 12 (1939)
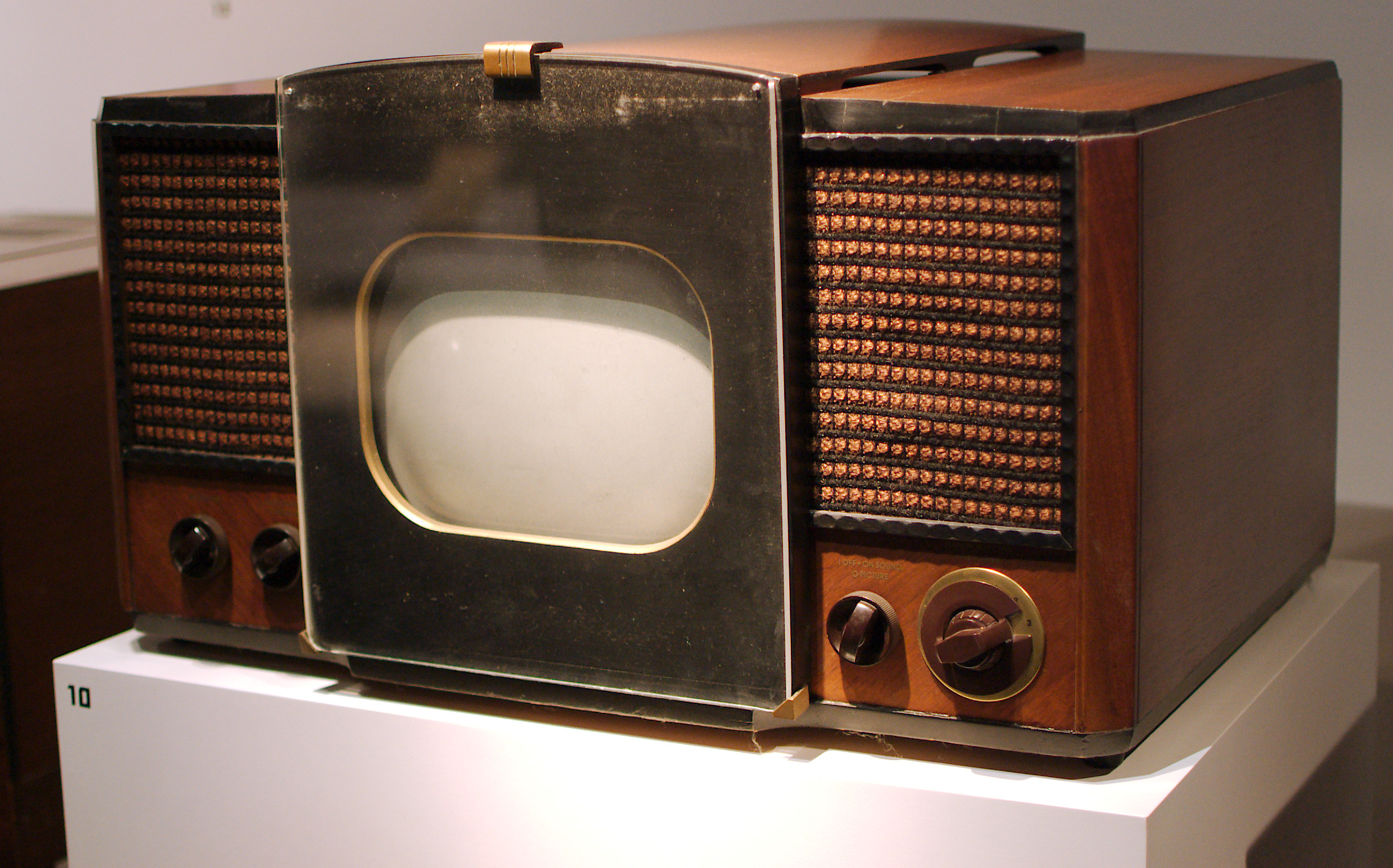
RCA 630-TS, primul televizor produs în masă, vândut în 1946–1947
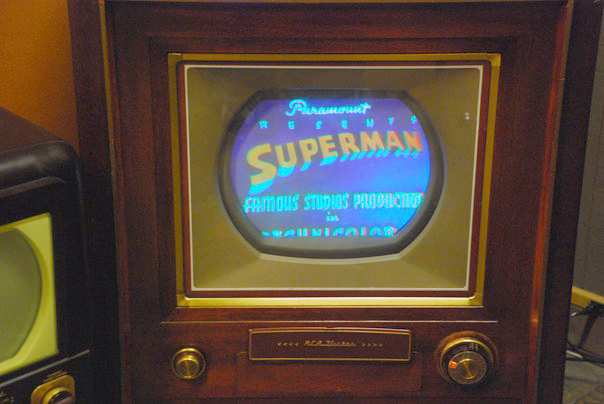
TV RCA CT-100 (1954)
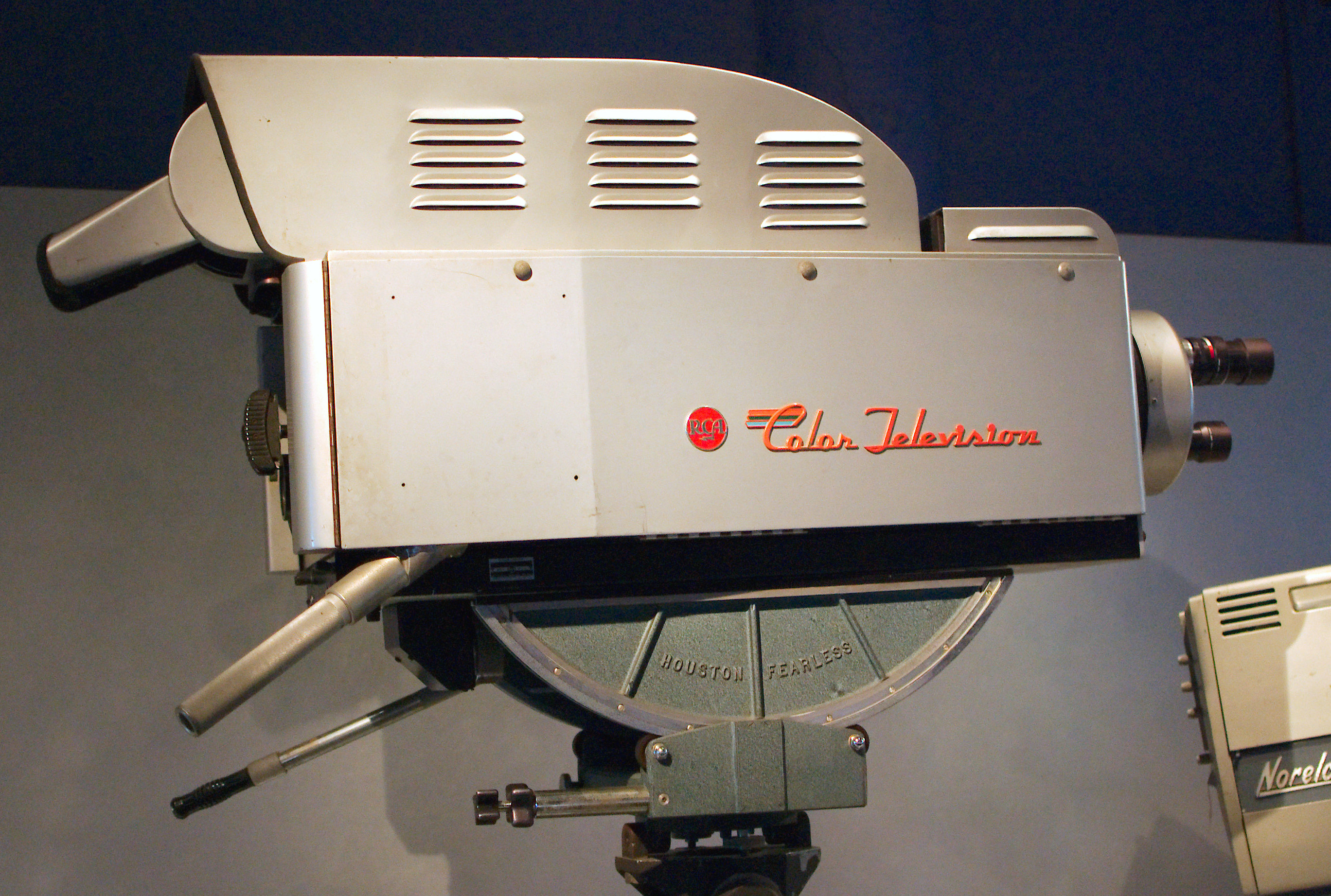
Cameră de transmisie color montată RCA TK-41C (1954)
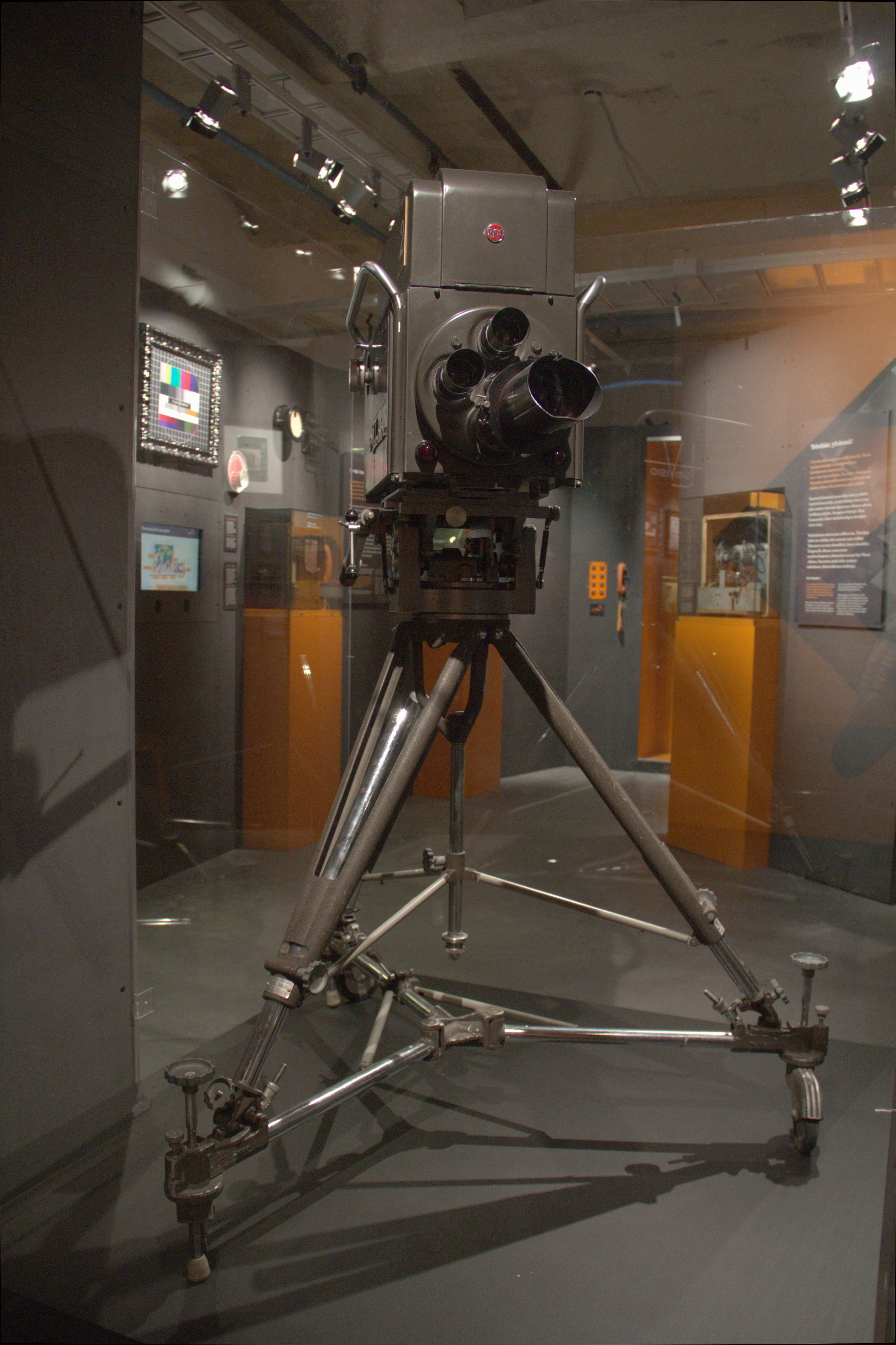
Cameră de televiziune RCA TK-11/TK-31 (1954)
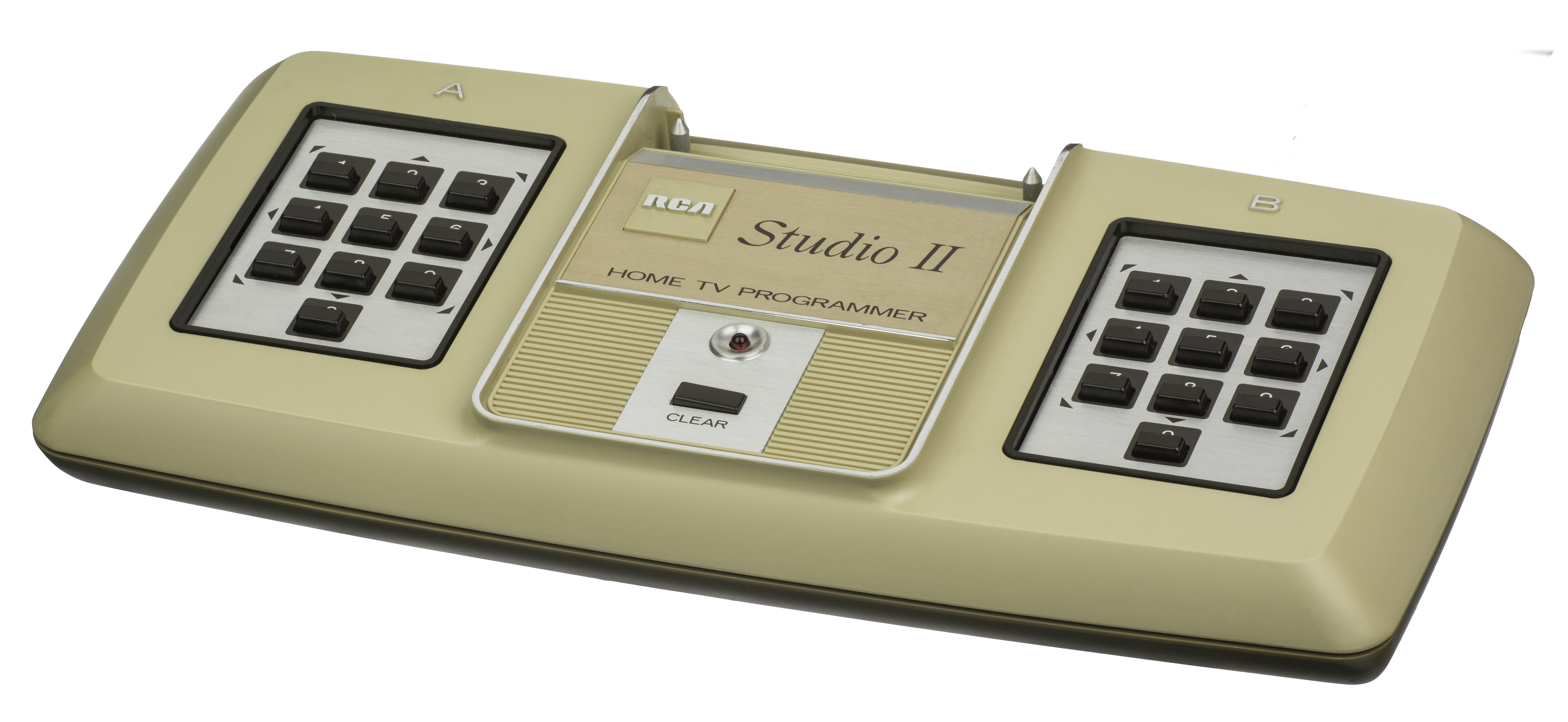
Consola de jocuri RCA Studio II (1977)
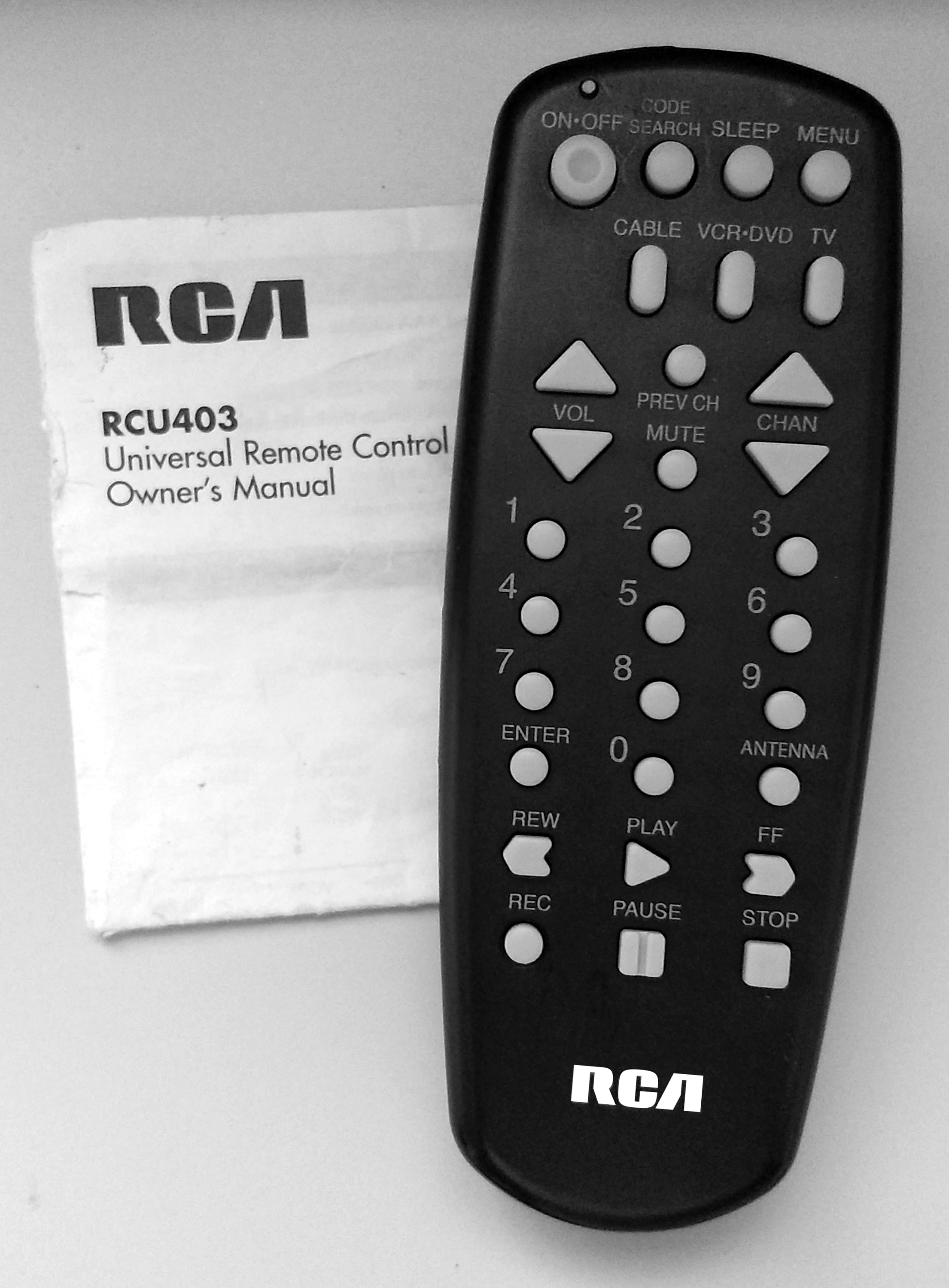
Telecomandă universală RCA RCU403 (c. 2002–2003)
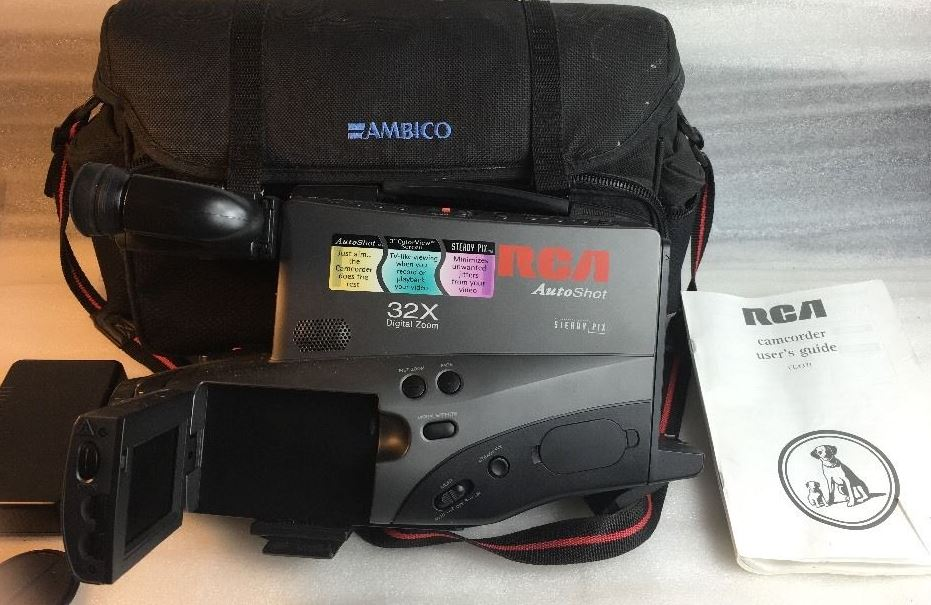
Camera video marca RCA, AutoShot VHS, (c. 1998)
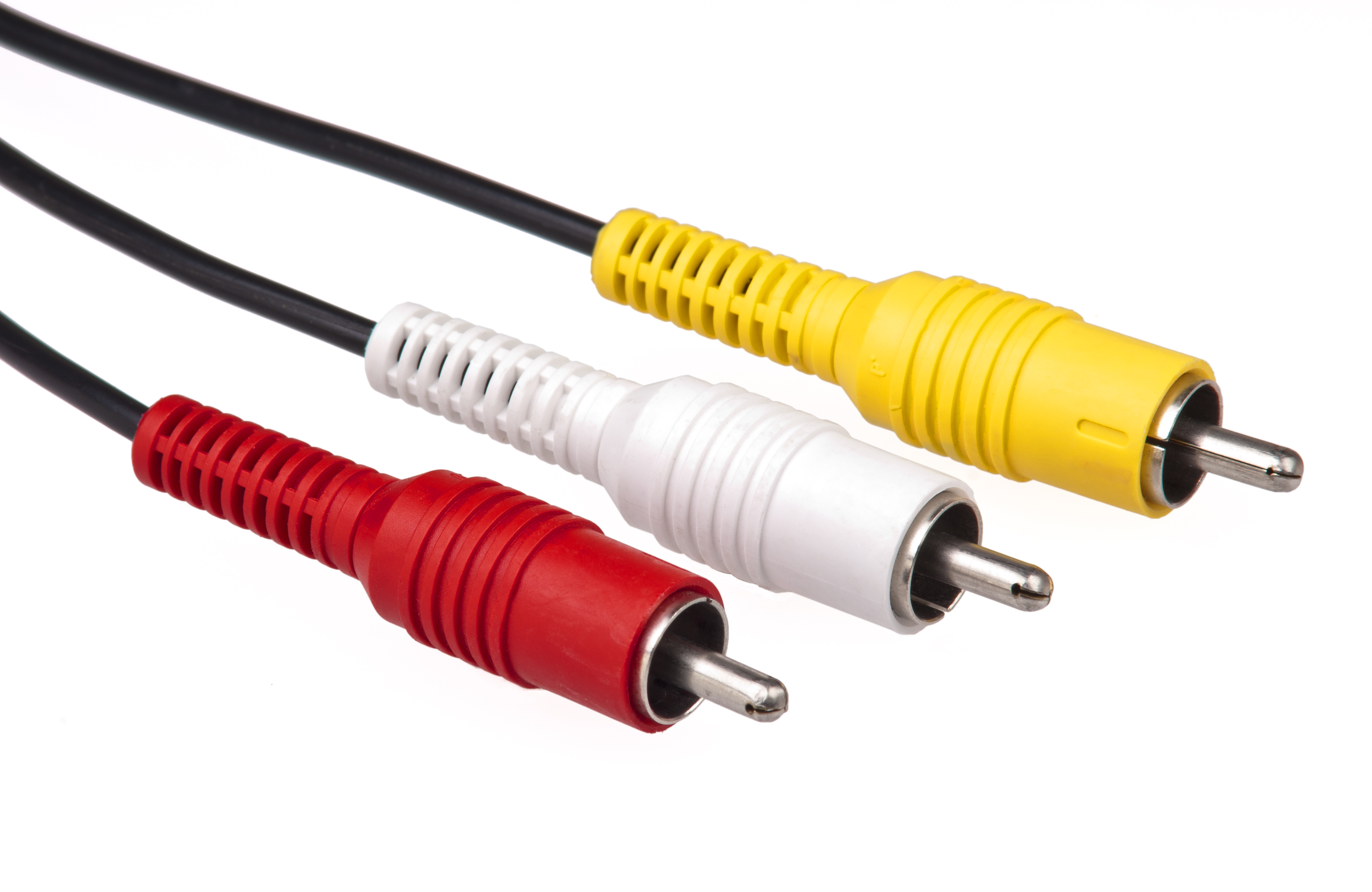
Conector RCA utilizat pentru audio și video
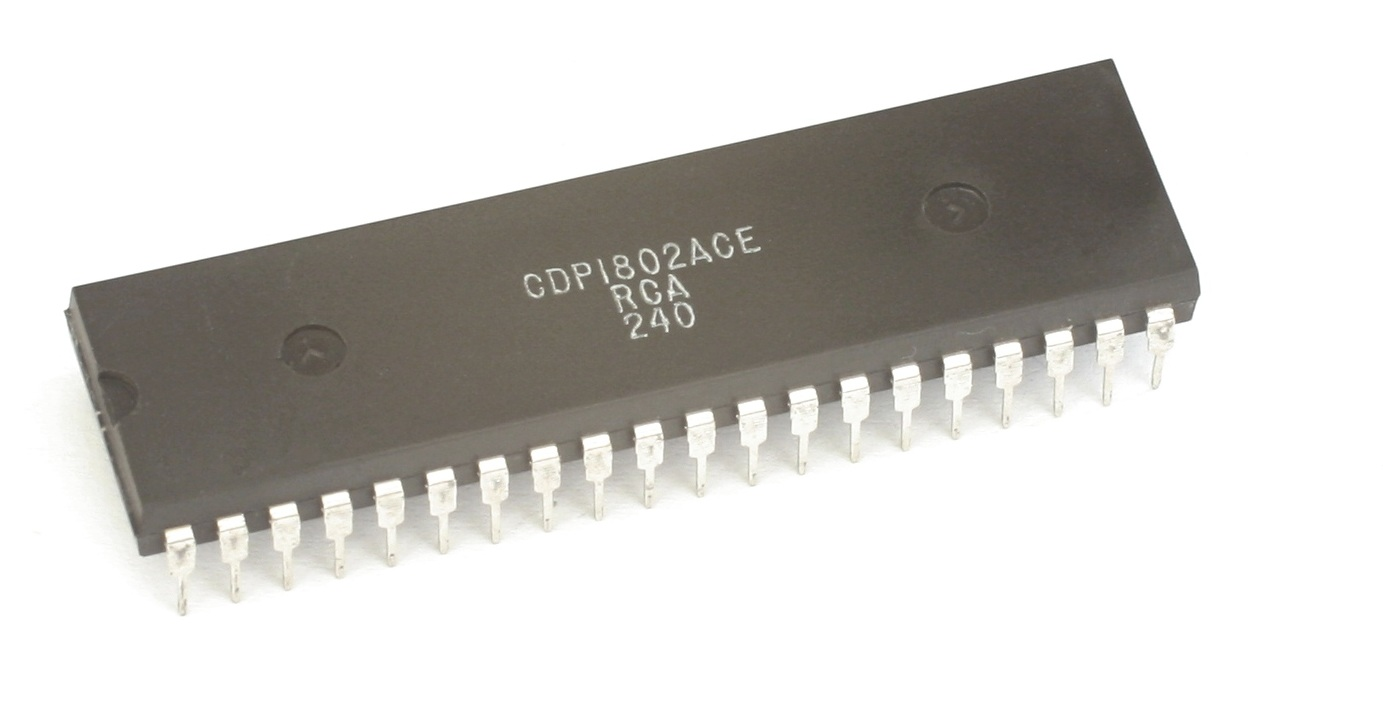
COSMAC sau RCA 1802, un microprocesor CMOS pe 8 biți (1976)